# Mathias Radziwill
Mathias Radziwill (en polonais : Maciej Radziwiłł et en lituanien : Motiejus Radvila), prince Radziwill, est né le 10 novembre 1749 à Varsovie, en Pologne, et décédé le 2 septembre 1800 à Szydłowiec, en Autriche. C'est un aristocrate, un librettiste et un compositeur d'origine polono-lituanienne.
Fils de Léon Michel Radziwill et d'Anna Luiza Mycielska, il étudie la musique à la cour de son cousin, Charles-Stanislas Radziwill.
Mathias Radziwill a écrit le livret de l'opéra Agatka, czyli Przyjazd pana (1784) et est l'auteur de l'opéra Wójt osady albiańskiej (1786).